# Johann Obermoser (Architekt)
Johann Obermoser (* 1954 in Waidring) ist ein österreichischer Architekt.

## Leben
Johann Obermoser studierte Architektur an der Universität Innsbruck und schloss 1978 mit dem Diplom ab. Im Abschluss arbeitete er bei Sepp Müller in Wien. Ab 1983 betrieb er sein eigenes Büro in Innsbruck, 2005 gründete er die obermoser arch-omo zt gmbh I architektur.

## Auszeichnungen
- Österreichischer Bauherrenpreis 1997, Preisträger (für Seniorenzentrum Zams-Schönwies)
- BTV-Bauherrenpreis für Tirol, 2003, Preisträger (für Wohnanlage Patscherstraße)
- BTV-Bauherrenpreis für Tirol, 2007, Anerkennung (für Volksschule Sistrans)
- BTV-Bauherrenpreis für Tirol, 2007, Preisträger (für Integrierte Landesleitstelle Tirol)
- Auszeichnung des Landes Tirol für Neues Bauen 2008, Anerkennung (für Integrierte Landesleitstelle Tirol)
- Österreichischer Bauherrenpreis 2009, Preisträger (für Sporthalle Wattens)
- Auszeichnung des Landes Tirol für Neues Bauen 2010, Auszeichnung (für Sporthalle Wattens)
- Auszeichnung des Landes Tirol für Neues Bauen 2012, Anerkennung (für Gaislachkoglbahn)

## Werke

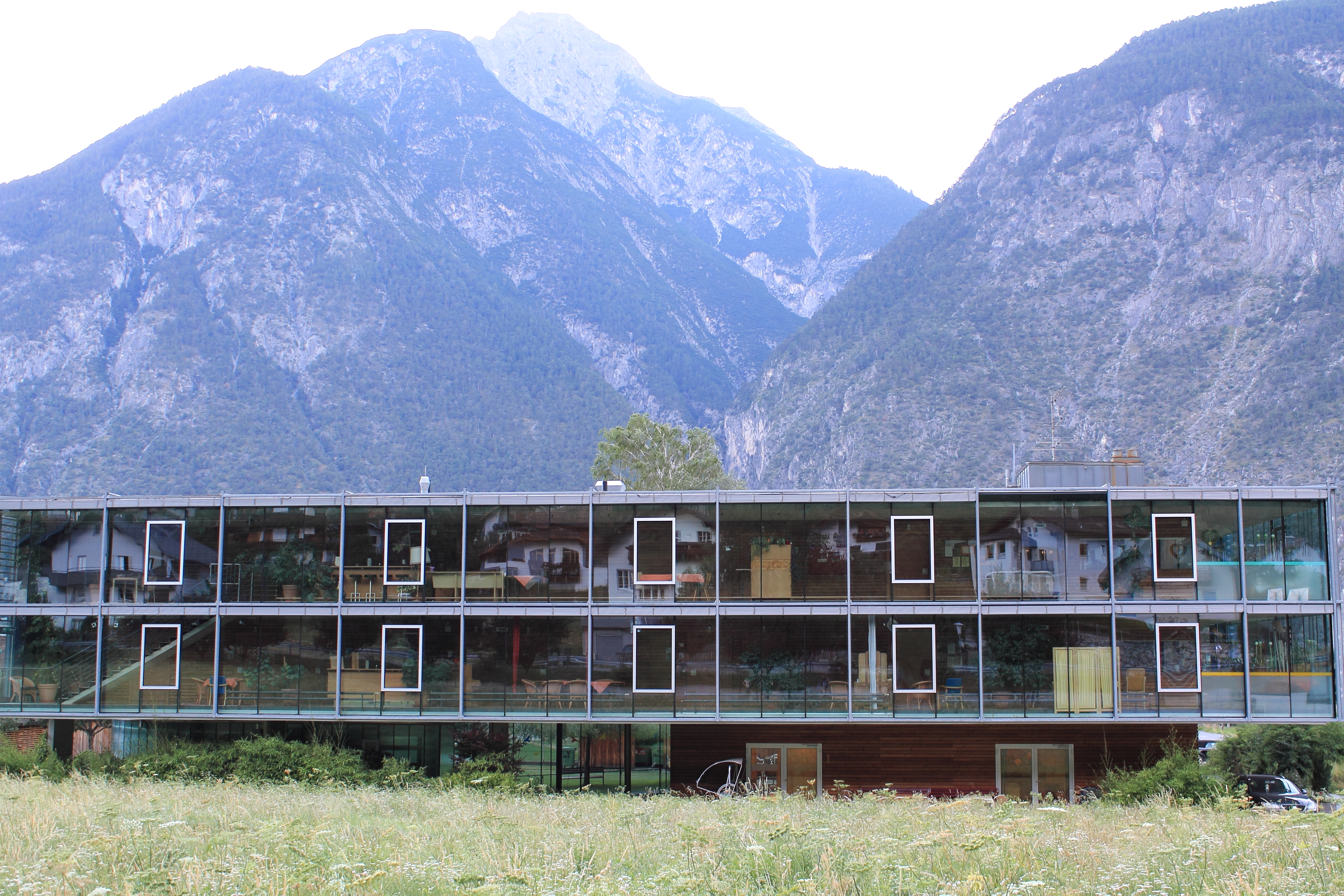
Seniorenzentrum Zams-Schönwies (1996)

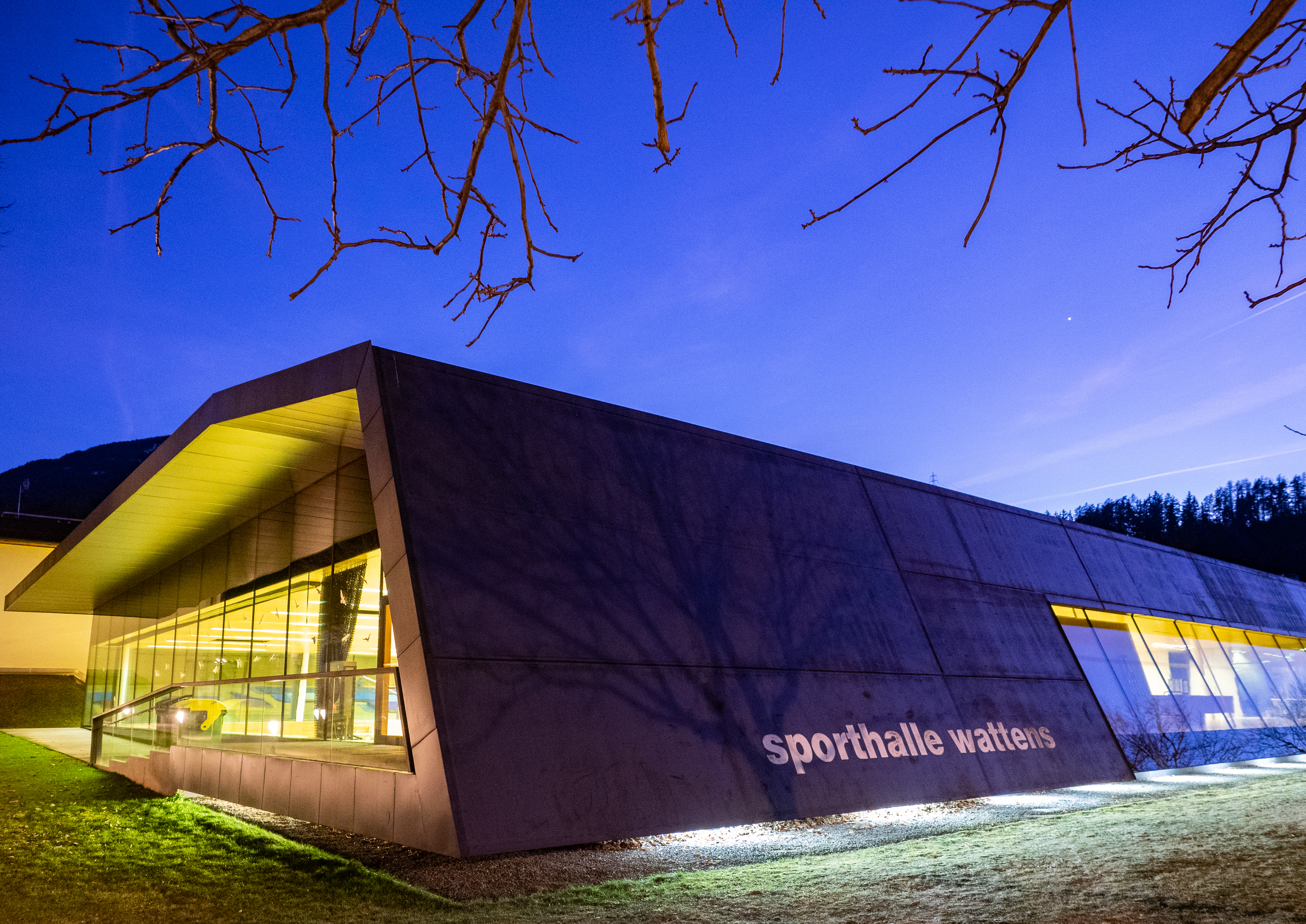
Sporthalle Wattens (2008)

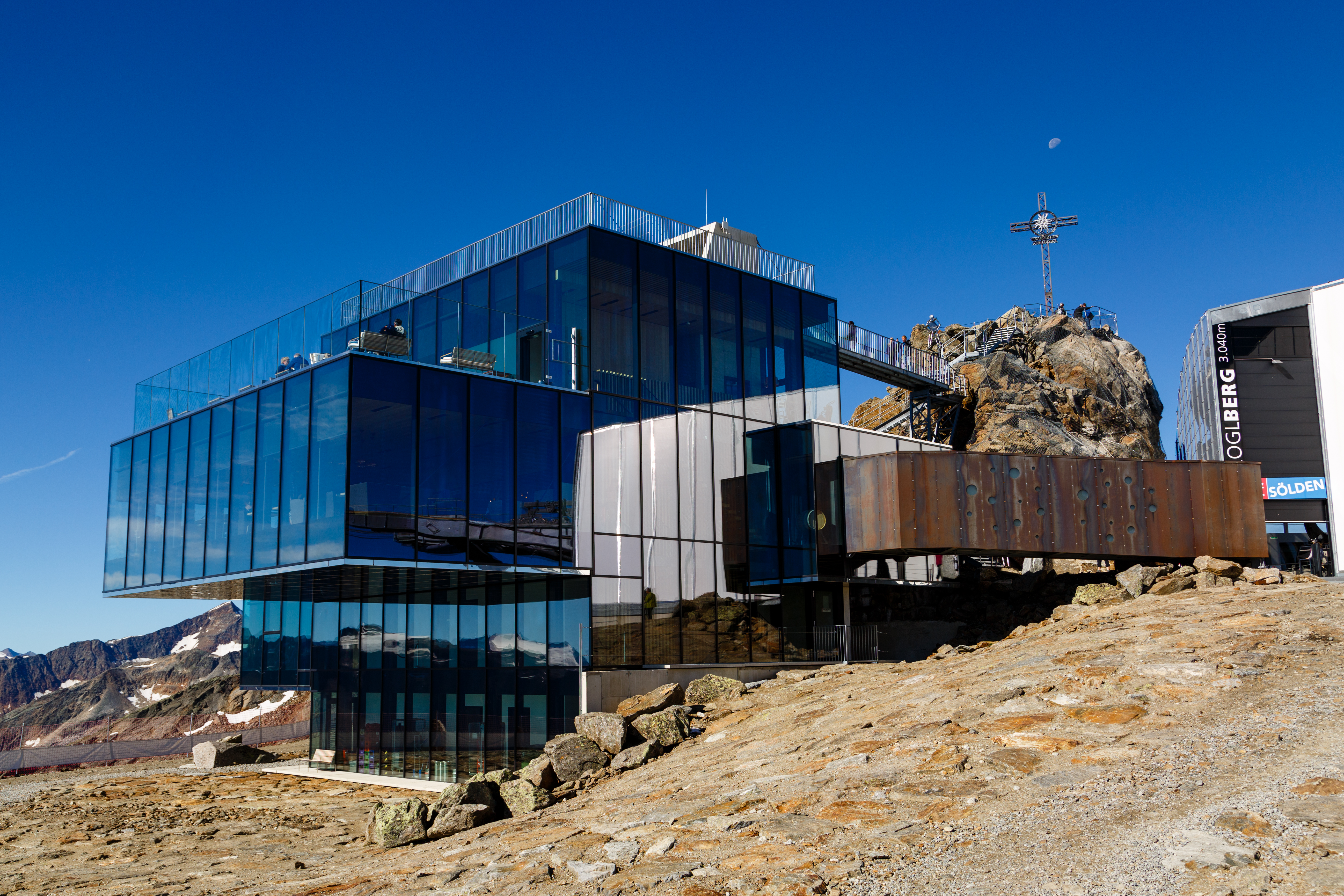
Restaurant IceQ am Gaislachkogel (2013)

- Bürohaus Badgasse (vormals Domgalerie), Innsbruck, 1991
- Raiffeisen-Rechenzentrum, Innsbruck, 1993
- Seniorenzentrum Zams-Schönwies, Zams, 1996
- Wohnanlage Lanser Straße, Igls, 1998
- Wohnanlage Kirchfelder, Zirl, 1999
- Lantech Innovationszentrum, Landeck, 2000
- MPREIS und Vitalcenter Landeck, 2001
- Wohnanlage Patscherstraße, Igls, 2001
- BTV-Bürogebäude, Innsbruck, 2002 (mit reitter_architekten)
- Terrassen-Wohnanlage Lans, 2005
- MPreis Kirchberg in Tirol, 2005
- Volksschule Sistrans, 2006 (mit Eck & Reiter)
- Integrierte Landesleitstelle Tirol, 2007 (mit Hanno Schlögl und Daniel Süß)
- Sporthalle Wattens, 2008 (mit Thomas Schnizer)
- Landhaus 1, Innsbruck, 2008 (mit Hanno Schlögl und Daniel Süß)
- Gesundheits- und Sozialzentrum Bürgergarten, Innsbruck, 2009
- Stationsbauten der Gaislachkogelbahn, Sölden, 2010
- Wohnanlage Eugenpark, Innsbruck-Reichenau, 2013
- Bergrestaurant IceQ, Gaislachkogel, Sölden, 2013
- Wohnanlage Sillinsel, Innsbruck, 2014
- Foyer und Store, Swarovski Kristallwelten, Wattens, 2015 (mit Hanno Schlögl und Daniel Süß)
- Stationsbauten der Giggijochbahn, Sölden, 2016